# Puerta de Alcalá
La Puerta de Alcalá è uno dei monumenti più significativi di Madrid, Spagna assieme alla vicina fuente de Cibeles. La costruzione fu ordinata dal re Carlo III e fu messa in opera dall'architetto Francesco Sabatini. Si trova nella Plaza de la Independencia, all'incrocio delle vie Alcalá, Alfonso XII, Serrano e Salustiano Olózaga e assieme alla Puerta de España, entrata principale al Parco del Retiro. Come la via nella quale si trova, il monumento porta questo nome per trovarsi sulla strada che conduceva alla località di Alcalá de Henares.

## Storia

### La Porta antica
Anteriormente all'attuale esisteva un'altra Puerta de Alcalá. Era costruita in mattoni e si trovava un po' più ad ovest, all'altezza dell'attuale calle de Alfonso XI. Fu costruita nel 1599 in occasione dell'arrivo in città di Margherita d'Austria, sposa del re Felipe III.
La porta aveva un arco centrale e due laterali più piccoli. Sopra quello centrale vi era un'altra piccola arcata, nella quale si trovava una statua in pietra di Nuestra Señora de las Mercedes. Sopra gli archi laterali stavano le statue di San Pietro Nolasco e della beata Maria Anna di Gesù. Fu demolita nel 1764 per ampliare la calle de Alcalá con terreni presi a quello che attualmente è il Parco del Retiro, allora appartenenti al palacio del Buen Retiro.
Questa porta, che serviva di accesso alla città dalla strada reale di Aragona e Catalogna, era una delle cinque principali della città, assieme alle porte di Toledo, Segovia, Bilbao e Atocha.

### La Porta attuale

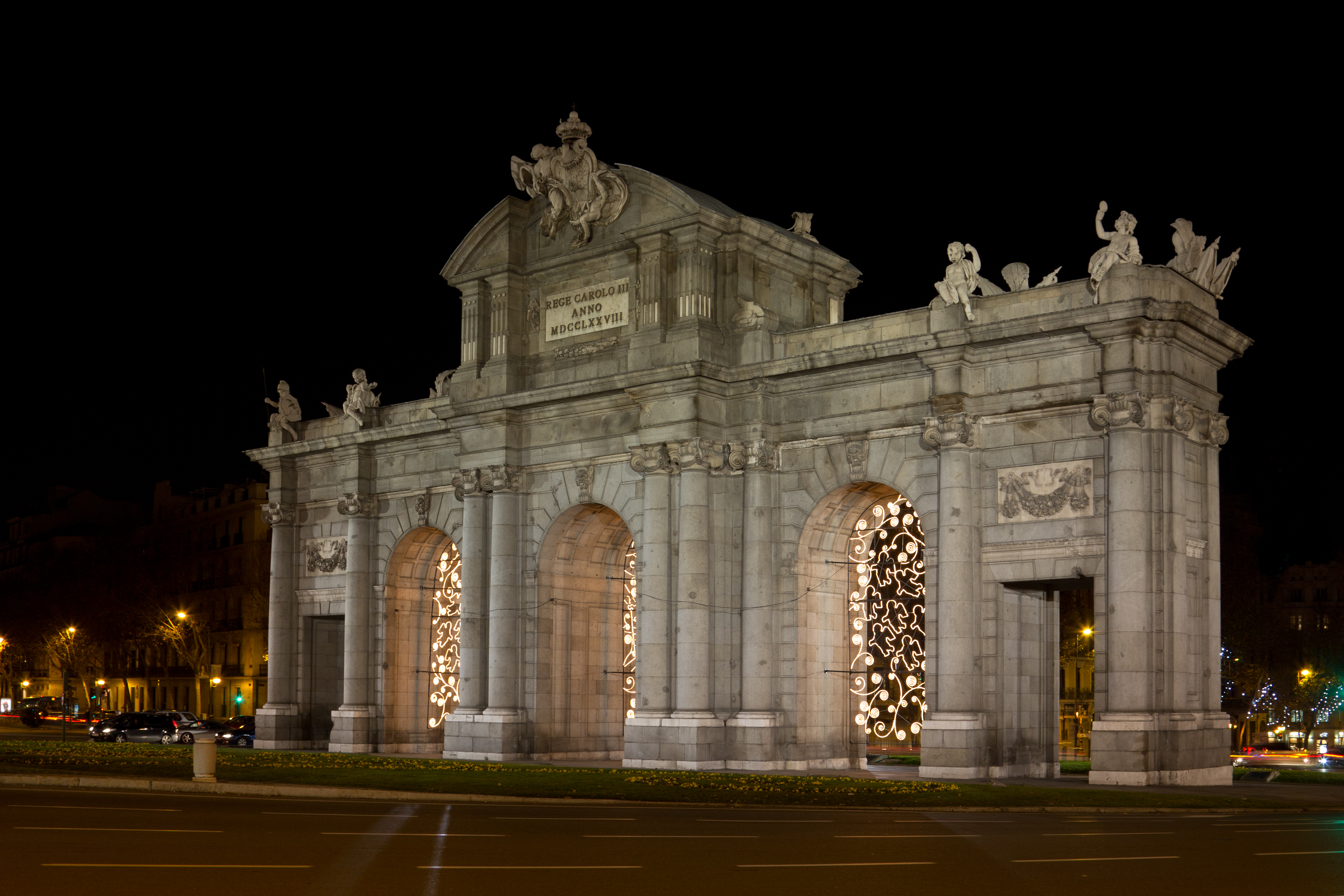
Vista notturna

Dopo la sua entrata a Madrid, il 9 dicembre 1759, attraverso l'antica Porta, che non era di suo gradimento, Carlos III decise di demolirla e di costruirne una nuova, progetto che si trovava tra i suoi piani di miglioramento della città. Si convertì così nell'entrata principale della città e in uno dei monumenti più rappresentativi del suo regno, asse delle riforme che portò a termine in tutta la zona est della città: il Reale Giardino Botanico, il Paseo del Prado, le fontane di Cibele e Nettuno, ecc.
Per la costruzione della nuova Porta vennero presentati diversi progetti, tra i quali cinque di Ventura Rodríguez e uno di José de Hermosilla, sebbene alla fine venne scelto quello di Sabatini, di stile neoclassico e settanta piedi di altezza. Il progetto originale offriva due soluzioni distinte, uno con pilastri e l'altro con colonne addossate. Vennero fusi entrambi in uno solo e per questo le facciate sono distinte.
Venne inaugurata nel 1778, non come monumento, ma come autentica porta, dato che da entrambi i lati continuava ad esistere la cinta muraria che delimitava la città ad est e che sarebbe rimasta in piedi fino al 1869, anno in cui venne rimodellata la piazza.

## Descrizione

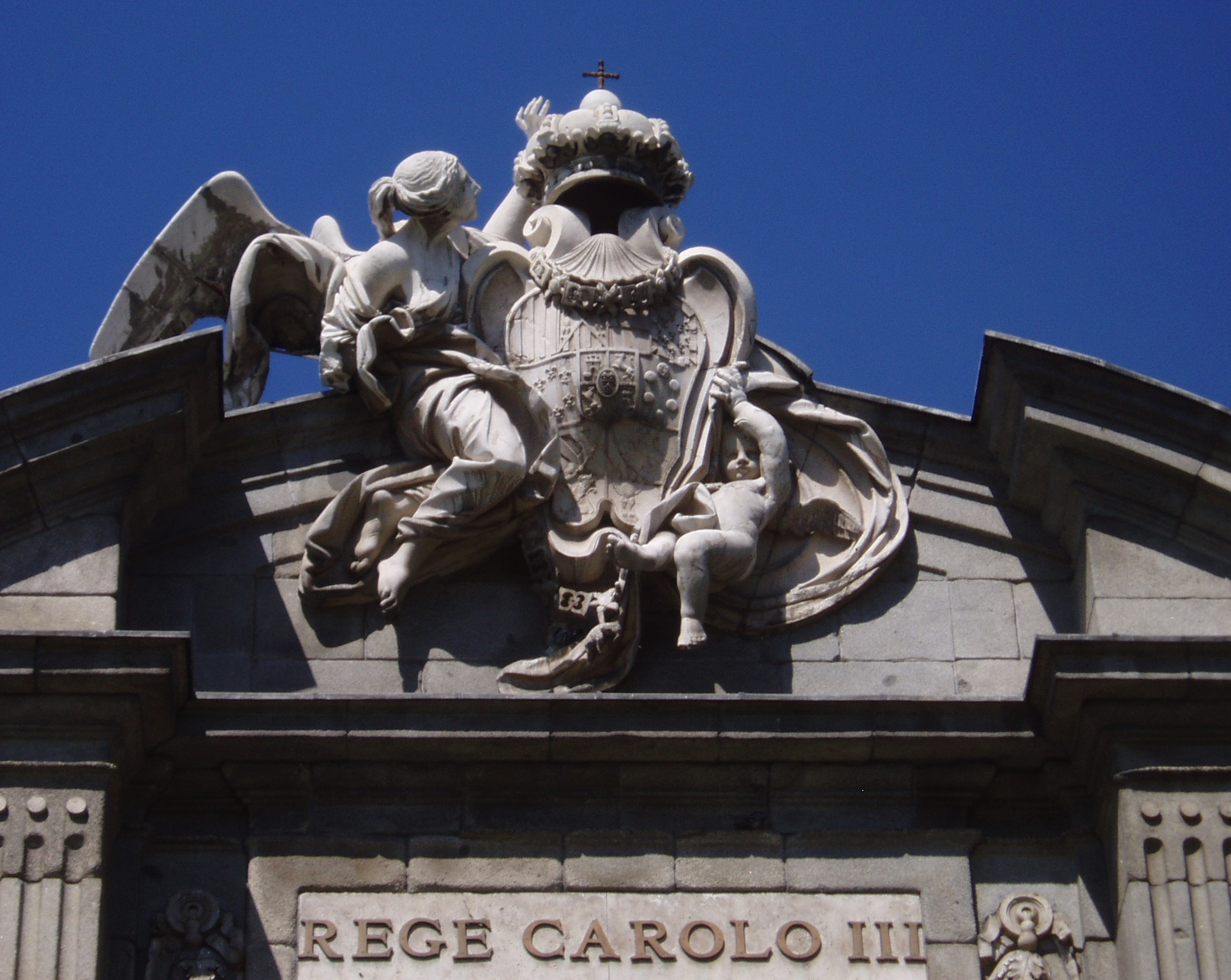
Scudo

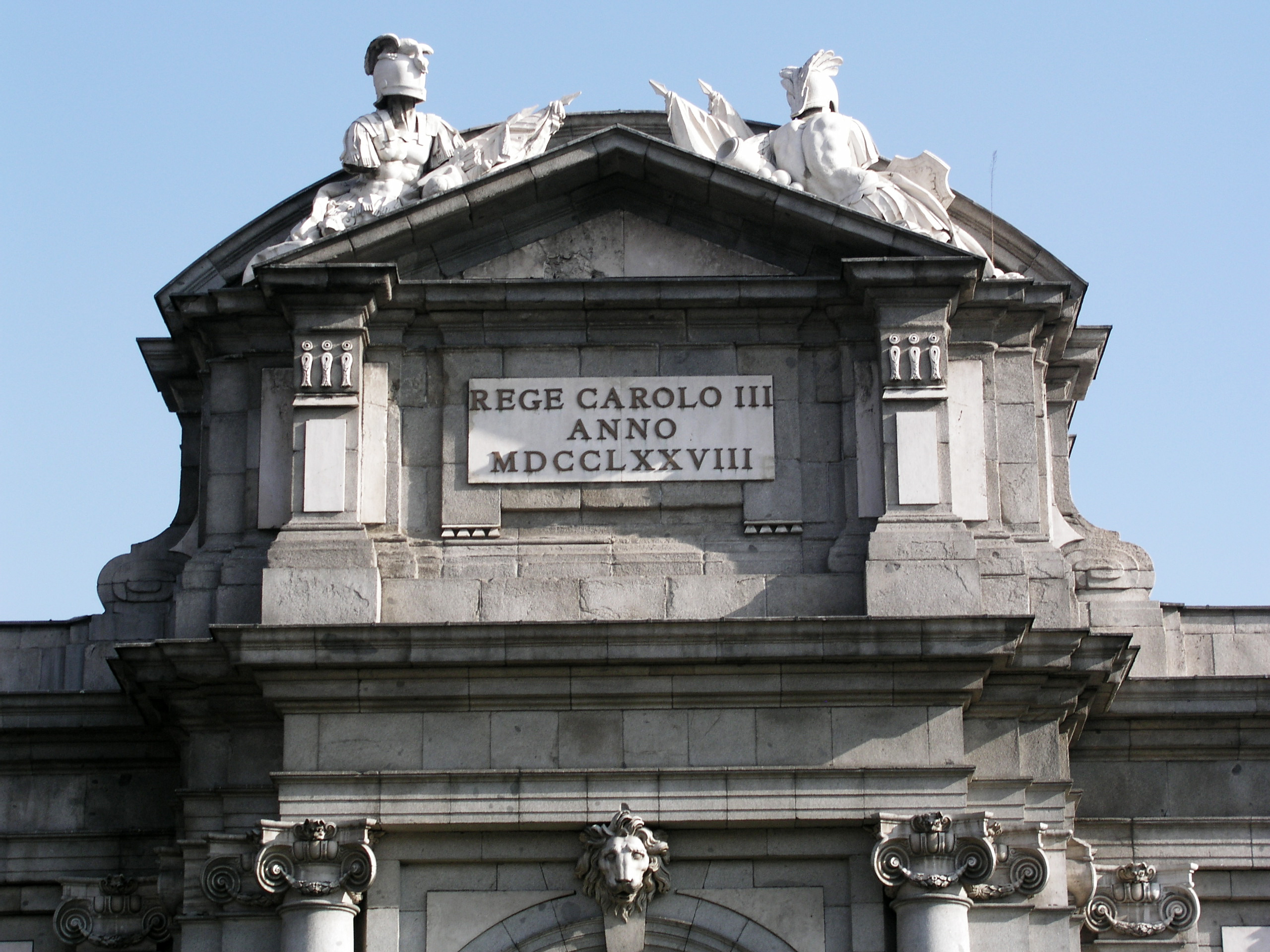
Iscrizione

La Porta, costruita in granito, ha cinque campate: tre con archi a tutto sesto, con chiavi a forma di testa di leone, e due laterali con arco dentellato, con alcune coppie di cornucopie intagliate su di essi da Roberto Michel. Queste campate disponevano in origine di inferriate che venivano chiuse tutti i giorni al tramonto.
La facciata esterna, quella che guarda ad est, presenta dieci colonne di granito addossate. Nell'interna, quella che guarda verso il centro della città, si sostituiscono le sei esterne per pilastri e solo due coppie assieme all'arco centrale continuano ad essere colonne. Tutte loro appoggiano su basamenti. I capitelli sono di ordine ionico e su di essi appoggia una cornice.
Sulla campata centrale, da ambo le parti, figura un'iscrizione latina: Rege Carolo III. Anno MDCCLXXVIII ("reggente Carlo III. Anno 1778"). Sull'iscrizione esterna figura uno scudo sostenuto da Fama e da Genio. Da ambo le parti, quattro sculture di bambini.
Nella facciata interna, sopra gli archi laterali, figurano le quattro virtù cardinali: Prudenza, Giustizia, Temperanza e Fortezza. Tutti questi motivi ornamentali furono scolpiti in pietra calcarea di Colmenar, come le cornucopie, da Francisco Gutiérrez Arribas e dal suo stile più barocco, che contrasta con il resto dell'architettura.

## Avvenimenti storici
In quanto uno dei monumenti più rappresentativi e importanti della città, la Puerta de Alcalá è servita come supporto per ogni tipo di manifestazione politica e artistica e nelle sue vicinanze sono avvenuti numerosi fatti storici:
- Nel 1823 la Puerta de Alcalá ricevette l'impatto di vari proiettili durante l'intervento dell'esercito francese in appoggio di Ferdinando VII. Gli effetti possono ancora essere osservati.
- Il 30 luglio 1854, il conte di Vistahermosa attraversò la Porta proveniente da Vicálvaro, dove era stato sconfitto, portando come trofeo una lancia del nemico, cosicché fu soprannominato dai madrileni “Longino”, come il soldato romano del quale si dice che attraversò con la sua lancia il costato di Cristo.
- L'8 marzo 1921, il Presidente del Consiglio dei ministri, Eduardo Dato, che usciva dal Senato e viaggiava in macchina, fu assassinato da un uomo a bordo di una motocicletta che sparò vari proiettili.

## Foto dei dettagli
Facciata ovest:

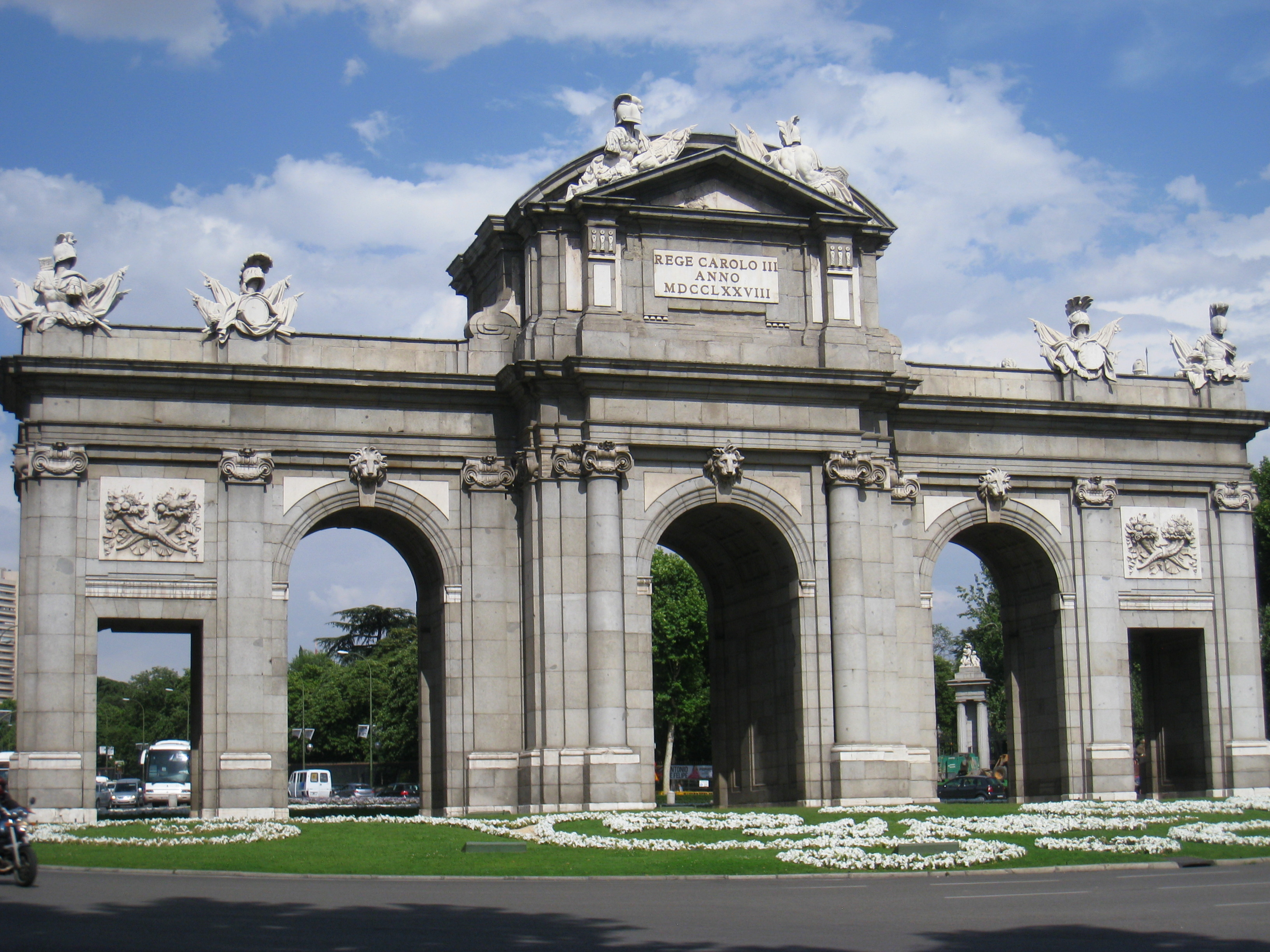
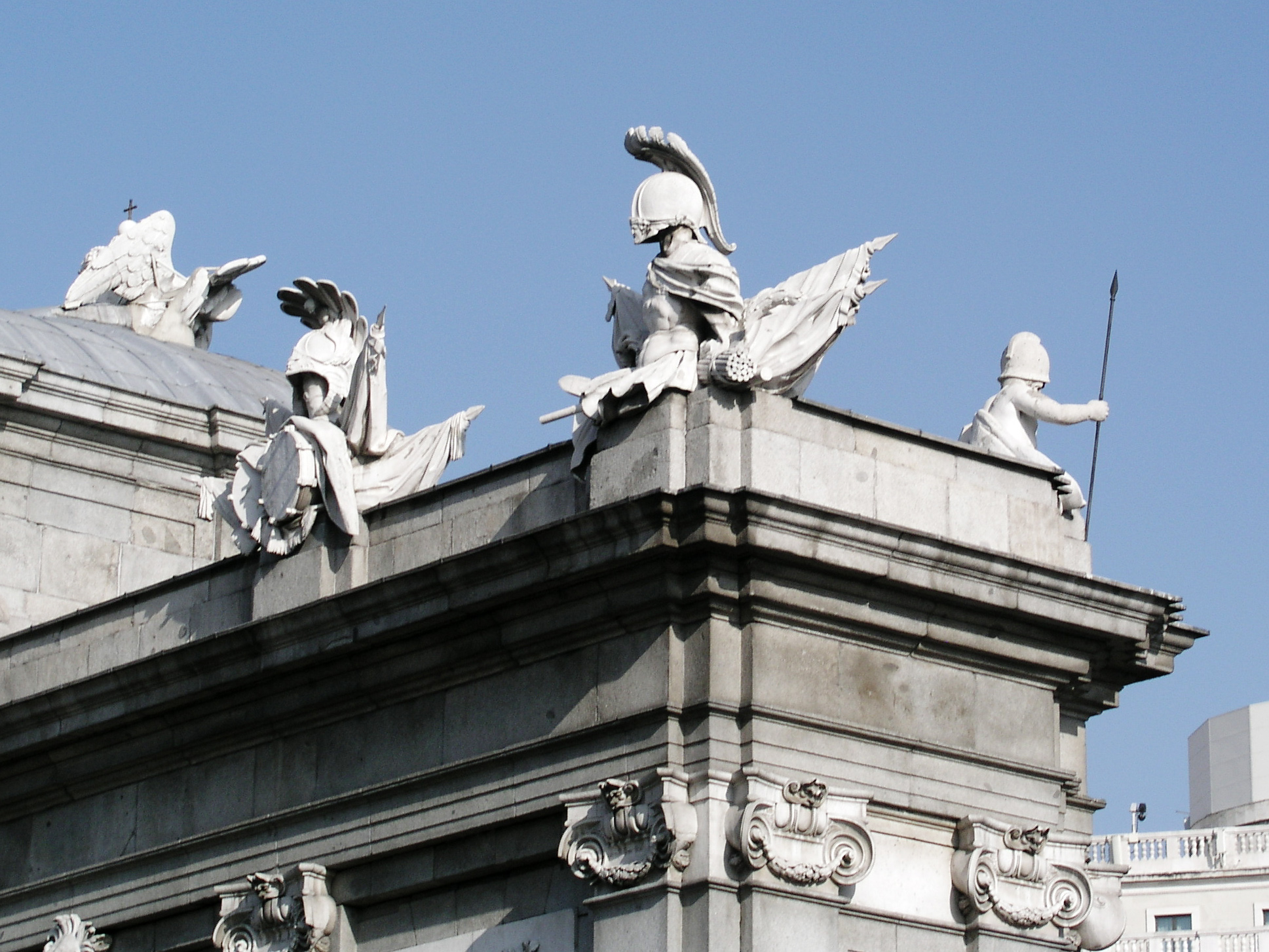
Virtù cardinali nell'angolo sudest
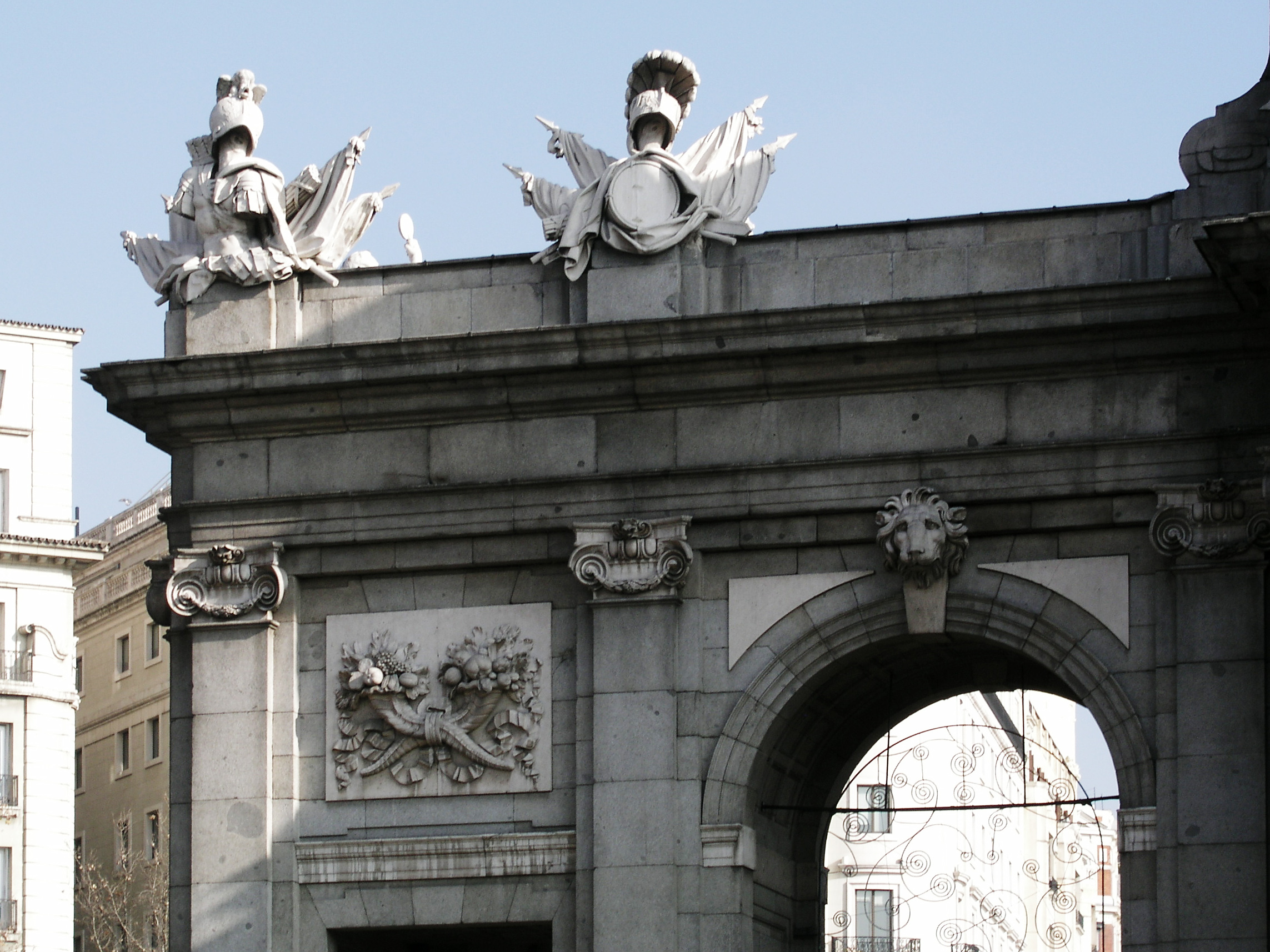
Virtù cardinali nell'angolo nordest
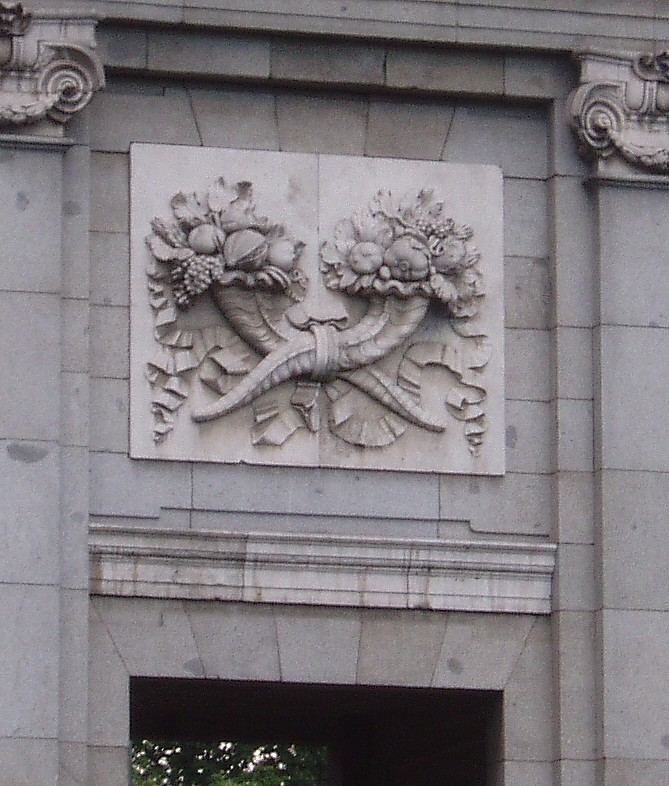
Coppia di cornucopie
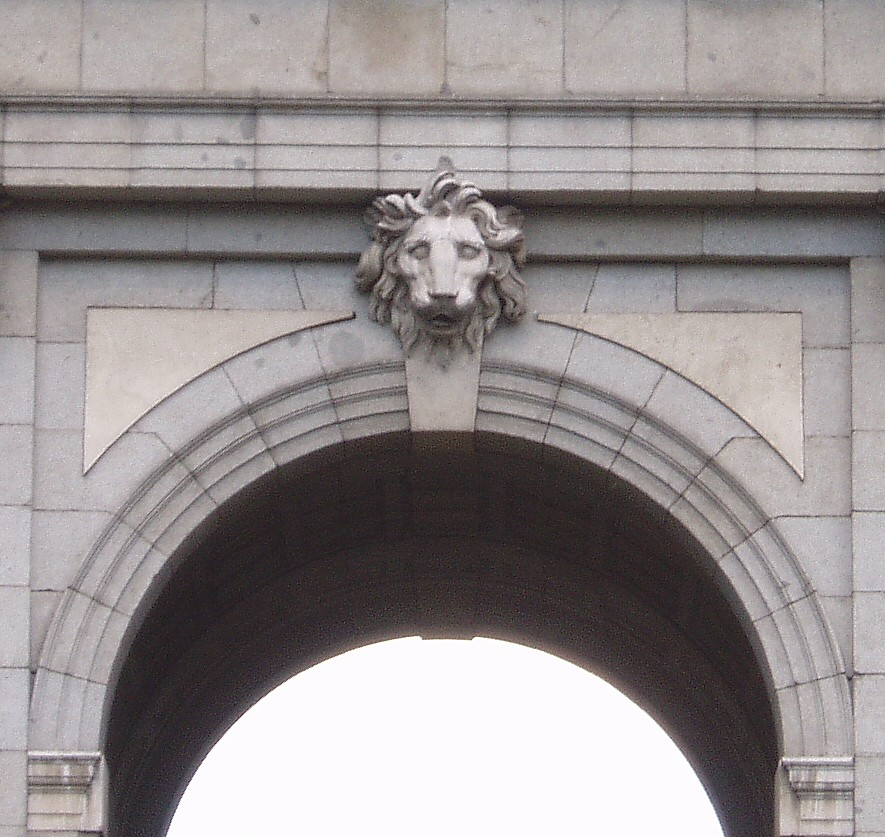
Chiave

Facciata est:

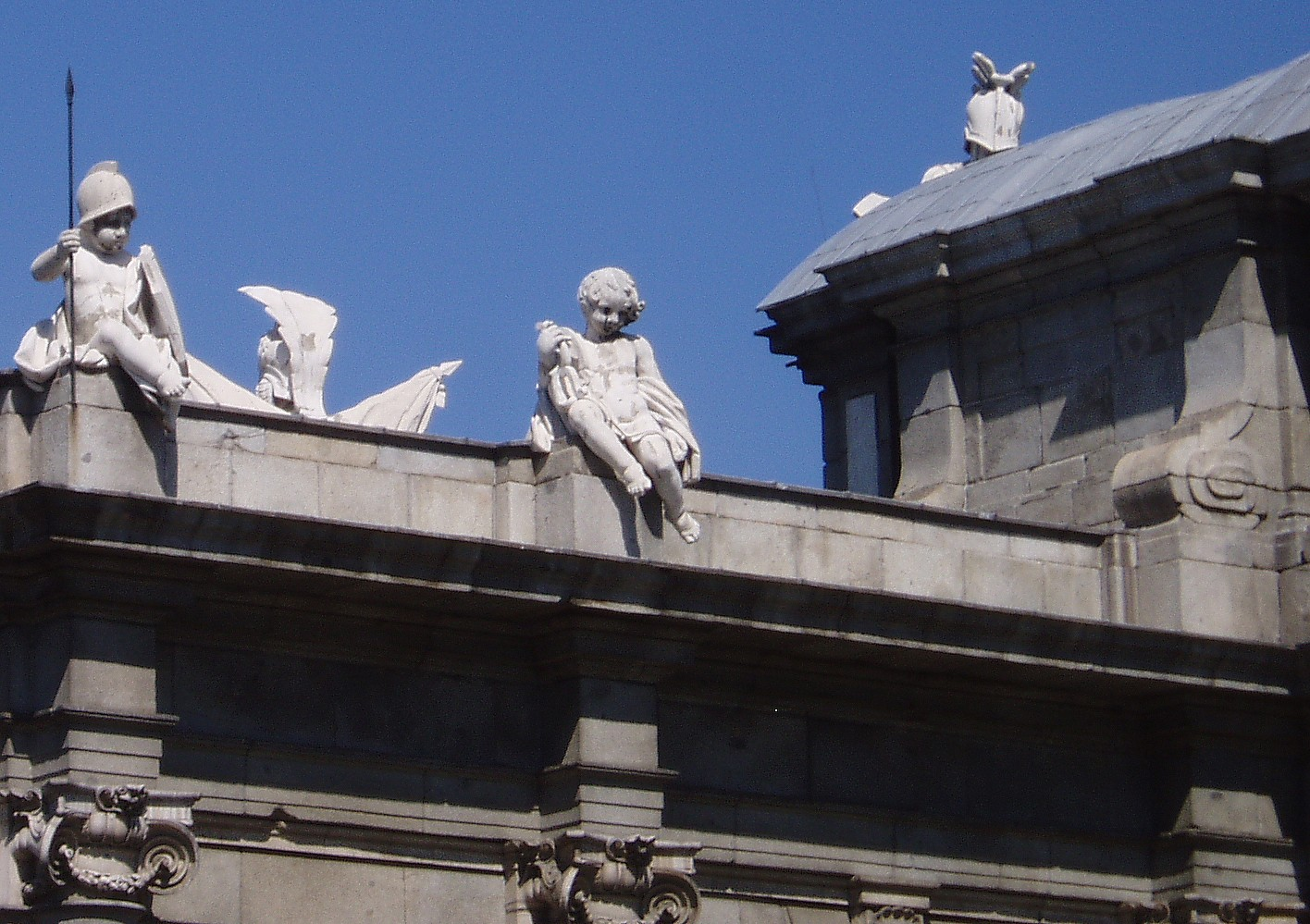
Sculture di bambini all'angolo sudest
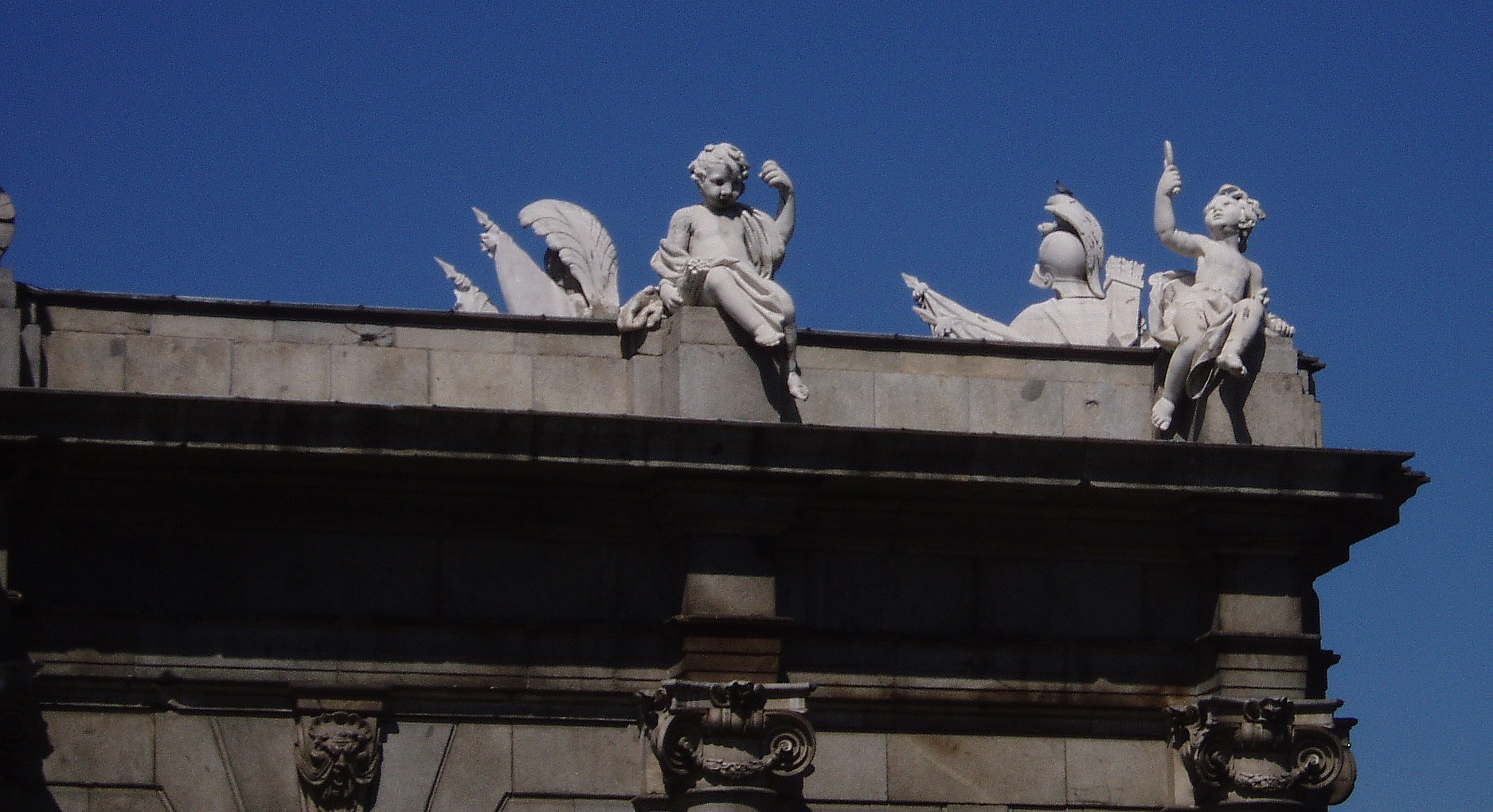
Sculture di bambini all'angolo nordest
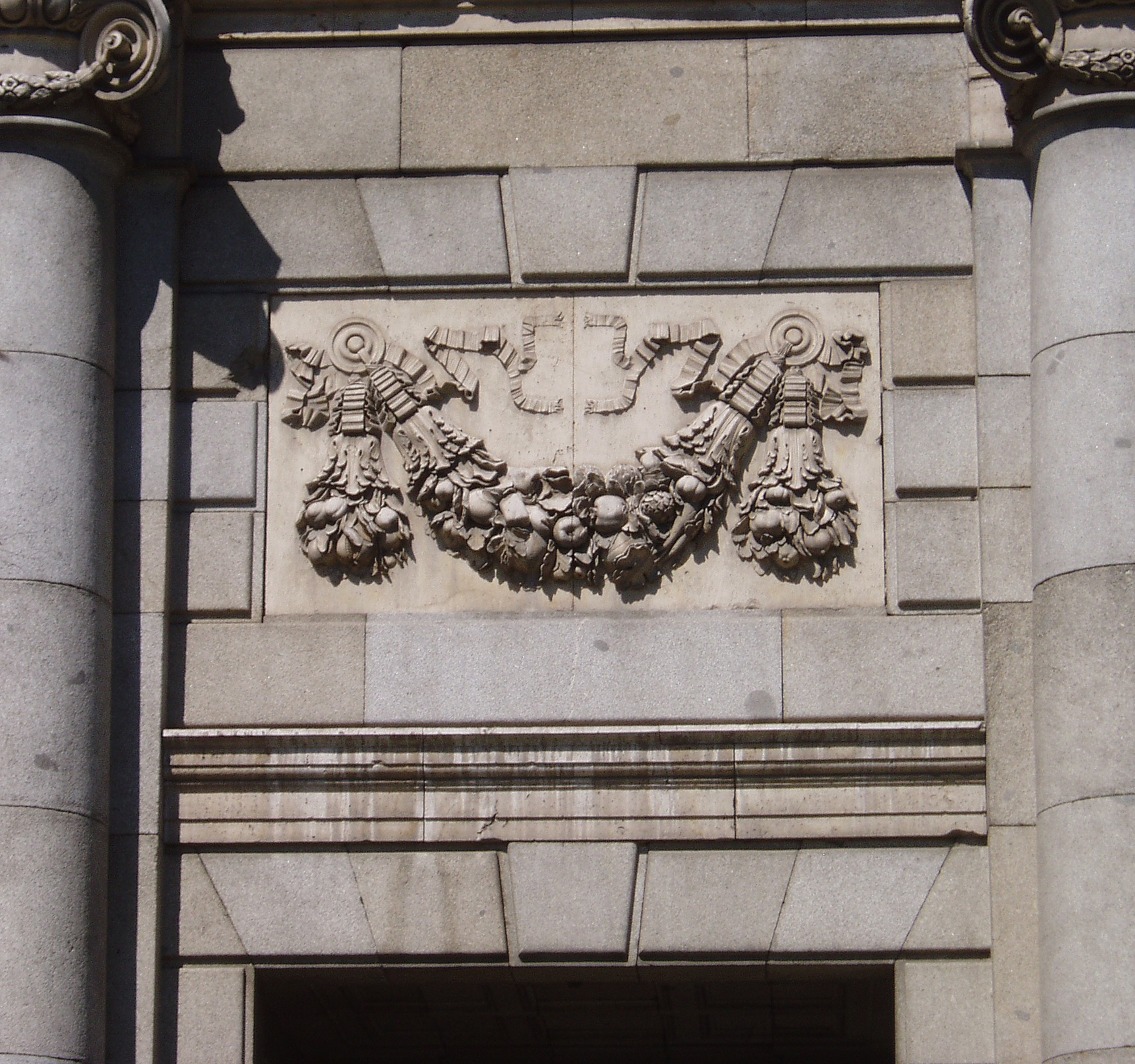
Coppia di cornucopie
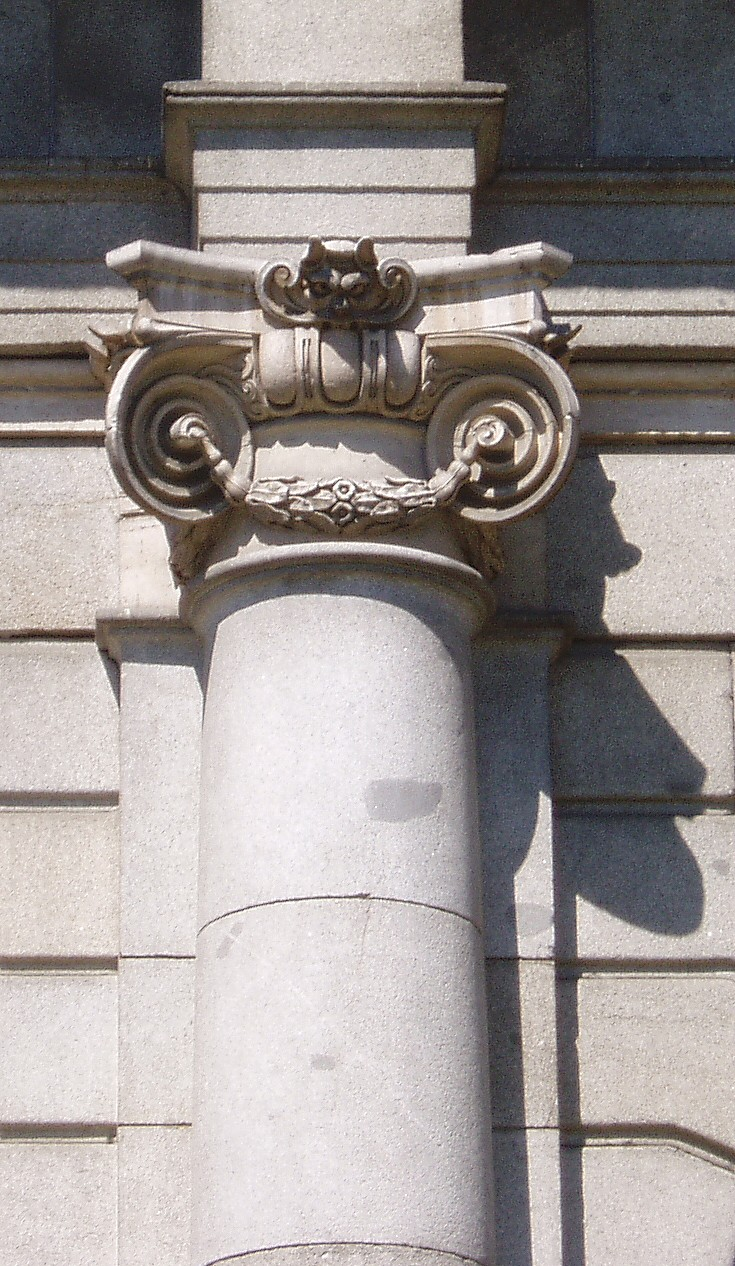
Capitello